# کولی (موزیکال)
جیپسی (به معنای کولی؛ انگلیسی: Gypsy) نام یک تئاتر موزیکال متعلق به ۱۹۵۹ است که موسیقی جولی استاین و متن ترانه‌ها توسط استیون سوندهایم و نمایشنامه توسط آرتور لورن نوشته شده‌است. این تئاتر موزیکال بر اساس شرح حال جیپسی روز لی رقاص برهنه‌ معروف نگاشته شده‌است و تمرکز آن بر مادر وی رز است.